# 천멍
천멍(중국어 간체자: 陈梦, 정체자: 陳夢, 병음: Chén Mèng, 한자음: 진몽, 1994년 1월 15일~)은 중화인민공화국의 탁구 선수이다. 산둥성 칭다오시 출신이다.

## 수상 기록
| 금메달               | 은메달               | 동메달          |
| -------------------- | -------------------- | --------------- |
| 2014 도쿄            | 2017 뒤셀도르프      | 2019 부다페스트 |
| 2016 쿠알라룸푸르    | 2013 부산            | 2013 파리       |
| 2018 할름스타드      | 2017 우시            | 2015 파타야     |
| 2013 부산            | 2018 자카르타·팔렘방 | 2019 욕야카르타 |
| 2015 파타야          | 2019 욕야카르타      |                 |
| 2017 우시            |                      |                 |
| 2014 인천            |                      |                 |
| 2018 자카르타·팔렘방 |                      |                 |
| 2019 욕야카르타      |                      |                 |
| 2011 마나마          |                      |                 |
| 2020 디상            |                      |                 |

## 랭킹
천멍은 5월에 출전한 선전 중국 오픈 우승 바탕으로 6월 세계랭킹에서 딩닝(Ding Ning)을 재치고 새로운 세계 1위에 올랐다. 딩닝은 2019년 1월 세계 1위에 오른 이후, 5개월 동안 세계 1위 자리를 유지했지만, 부다페스트 세계선수권대회 4강전 패배(대 류스원)와 선전 중국 오픈 8강전 패배(대 이토 미마)가 이어지며 3위로 밀려났다.
- 2019년 6월 랭킹

| 년도        | 대회명                | 레벨     | 성적   |
| ----------- | --------------------- | -------- | ------ |
| 2018년 7월  | 코리안 오픈           | 플래티넘 | 준우승 |
| 2018년 11월 | 스웨덴 오픈           | 레귤러   | 4강    |
| 2018년 11월 | 오스트리아 오픈       | 플래티넘 | 우승   |
| 2018년 12월 | 인천 그랜드 파이널스  |          | 우승   |
| 2019년 1월  | 헝가리 오픈           | 레귤러   | 우승   |
| 2019년 4월  | 요코하마 아시안컵     |          | 준우승 |
| 2019년 4월  | 부다페스트 세계선수권 |          | 준우승 |
| 2019년 5월  | 선전 중국 오픈        | 플래티넘 | 우승   |
| 2020년 11월 | 중국 웨이하이 디상    |          | 우승   |